# 福岡県立八女農業高等学校
福岡県立八女農業高等学校（ふくおかけんりつ やめのうぎょうこうとうがっこう）は、福岡県八女市大字本町にある公立高等学校。

## 概要
歴史
1902年（明治35年）創立の「八女郡立福島農学校」を前身とする。1948年（昭和23年）の学制改革で新制高等学校「福岡県立八女農業高等学校」となる。翌1949年（昭和24年）に「福岡県立陽南高等学校」に改称するが、1955年（昭和30年）に再び「福岡県立八女農業高等学校」に校名を戻した。2022年（令和4年）に創立120周年を迎えた。
設置課程・学科
全日制課程 4学科
- 生産技術科
- システム園芸科
- 動物ペット科（令和４年度新設学科）
- 食品開発科（同上）

校訓
「自律・創造・協同」
校章
校名の「八」・「女」・「農」の文字を図案化して組み合わせたものを背景にして、中央に「髙」の文字を配している。
校歌
作詞は笹月清美、作曲は藪文人による。

## 沿革
- 1902年（明治35年）5月13日 - 文部省から設立認可、福島町本町二の丸に「八女郡立福島農業学校」（乙種農学校）として開校。修業年限を2年とする。
- 1913年（大正2年）4月29日 - 「八女郡立八女農学校」に改称。
- 1921年（大正10年）5月1日 - 「福岡県八女農学校」に改称。（郡立のまま、福岡県によって運営された。）
- 1923年（大正12年）4月1日 - 「福岡県立八女農学校」（定員240名）に改称。
- 1925年（大正14年） - 「福岡県八女農学校」に改称。
- 1939年（昭和14年）11月 - 火災により、大半の校舎を焼失。
- 1948年（昭和23年）
  - 4月 - 学制改革により、新制高等学校「福岡県立八女農業高等学校」に改称。
  - 7月 - 定時制課程を新設。
- 1949年（昭和24年） - 「福岡県立陽南高等学校」に改称。
- 1955年（昭和30年） - 再び「福岡県立八女農業高等学校」に校名を戻す。定時制課程を福島高等学校に移管。
- 2022年（令和4年）
  - 3月 - 生物利用科と生活科学科の募集を停止。
  - 4月1日 - 動物ペット科と食品開発科を設置。
- 2024年（令和6年）3月31日 - 生物利用科と生活科学科を廃止。

## 交通アクセス
最寄りの鉄道駅
- JR九州 鹿児島本線 「羽犬塚駅」

最寄りのバス停
- 西鉄バス・堀川バス「福島」バス停より徒歩10分

最寄りの幹線道路
- 県道4号玉名八女線